# Mike Gibbins
Pour les articles homonymes, voir Gibbins.
Mike George Gibbins, né le 12 mars 1949 à Swansea et mort le 4 octobre 2005, est le batteur du groupe de rock Badfinger.
Ce Gallois rejoint The Iveys en 1965 à l'invitation du bassiste Ron Griffiths. The Iveys devient Badfinger en 1970.